# Igoris Pankratjevas
Igoris Pankratjevas, litovski trener in nekdanji  nogometaš, * 9. avgust 1964, Kaunas, Litva.

## Življenjepis
Deseti selektor Litve  je nekdanji nogometaš,ki je v letih 1982−1998 igral kot Branilec ali Vezni igralec za 11 klubov v štirih različnih državah. Kot prvi trener pa je vodil pet različnih litovskih klubov.Od januarja 2014 pa je samostojni selektor Litve.